# Cuba libre (Lefranc)
Cuba libre est le vingt-cinquième tome de la série Lefranc écrit par Roger Seiter et dessiné par Régric, édité en 2014 par Casterman.

## Résumé
En 1958, invité par l’écrivain américain Ernest Hemingway à venir l’interviewer à Cuba où il possède sa villa Finca Vigia, Guy Lefranc débarque à La Havane après avoir rencontré, à bord du ferry en provenance de Key West, une jeune femme séduisante en cheville avec la CIA, Ellen Cook. Dans la capitale cubaine, la situation politique est très instable et le contexte insurrectionnel. Voilà des mois que les combats font rage entre les révolutionnaires emmenés par Fidel Castro et les troupes gouvernementales restées fidèles au dictateur Fulgencio Batista, et l’affrontement paraît nettement tourner au désavantage de ce dernier. L’inquiétude est vive chez tous ceux qui ont des intérêts à Cuba, en particulier les grands trusts internationaux et la mafia américaine, fortement implantée dans l’île. Deux de ses chefs, Meyer Lansky et Santo Trafficante, aux ordres d'Arnold Fischer, ont mis au point une mystérieuse « Opération Armageddon » impliquant deux ogives atomiques volées à Los Alamos, afin de faire face à la révolution annoncée…
Dès son arrivée, Hemingway révèle à Lefranc le véritable motif de son invitation. Au cours d’une partie de pêche au large, il a découvert dans les eaux cubaines les restes fabuleux d’une cité engloutie dominée par une étrange pyramide, d’autant plus énigmatique que son style architectural n’est pas précolombien, mais… égyptien. Enthousiasmé par cette découverte qu’il pense être un vestige de l’Atlantide, l’écrivain compte sur Lefranc, étranger à la corruption et aux jeux d’influence complexes à l’œuvre dans l’île, pour la rendre publique avec tout le sérieux voulu… 

## Personnages
- Guy Lefranc
- Ernest Hemingway
- Ellen Cook
- Commandante Ernesto Guevara
- Thomas Barnes
- Fidel Castro

## Genèse